# Stazione di Anzano del Parco
La stazione di Anzano del Parco è una fermata ferroviaria posta sulla linea Como–Lecco, a servizio dell'omonimo comune.

## Storia
La stazione fu inaugurata nel 1888, come la totalità della linea; successivamente venne declassata a fermata.

## Strutture e impianti

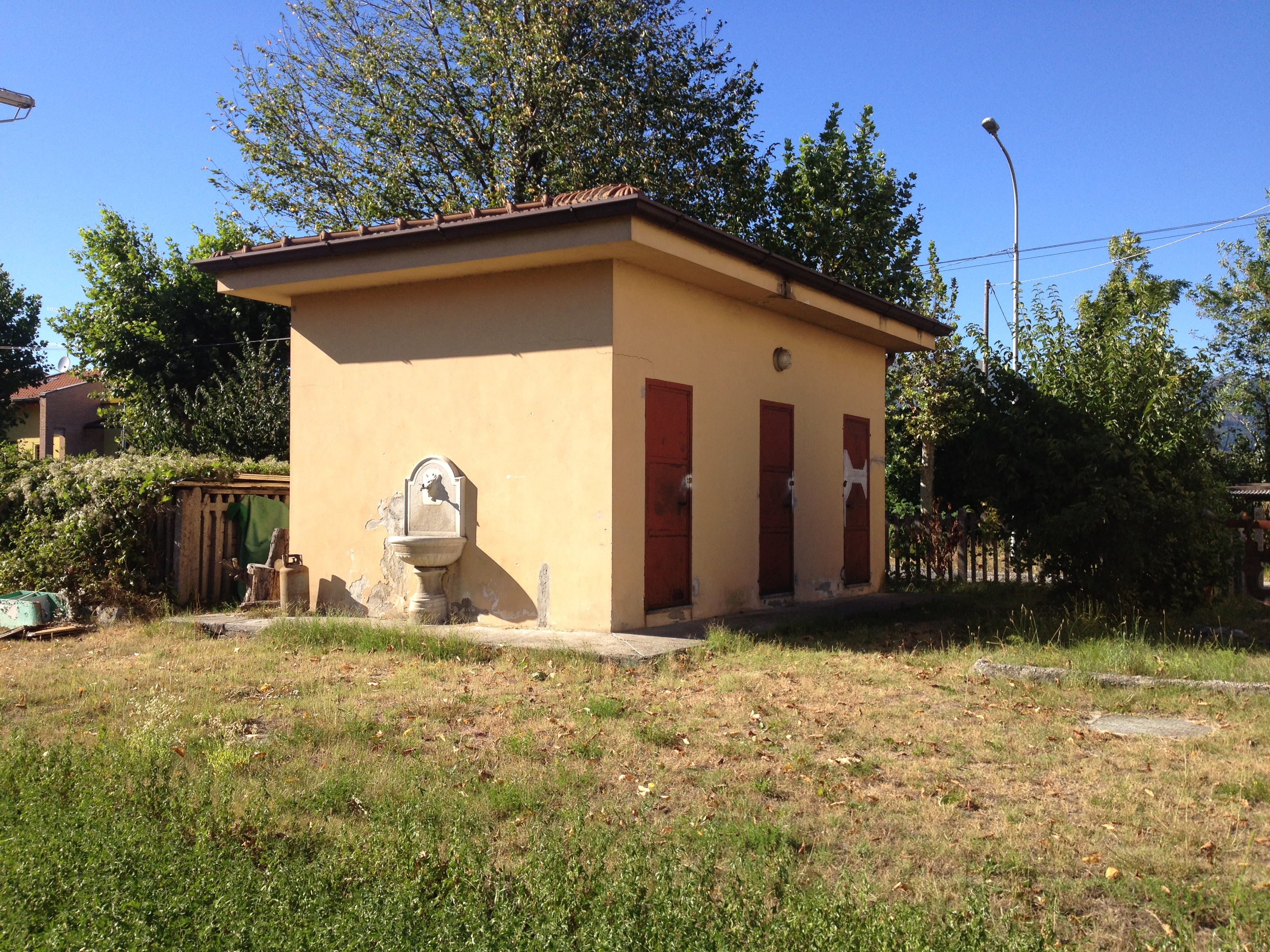
Il fabbricato adibito ai servizi igienici, oggi in disuso

La fermata possiede un fabbricato viaggiatori a due piani, risalente all'epoca dell'apertura della linea e una struttura adibita ai servizi igienici, oggi in disuso; conta un unico binario, servito da un marciapiede.

In passato erano presenti un binario di raddoppio e un piccolo scalo merci, con un magazzino merci tuttora esistente.

## Movimento
La fermata è servita dai treni regionali di Trenord in servizio sulla tratta Como-Molteno.

## Galleria d'immagini

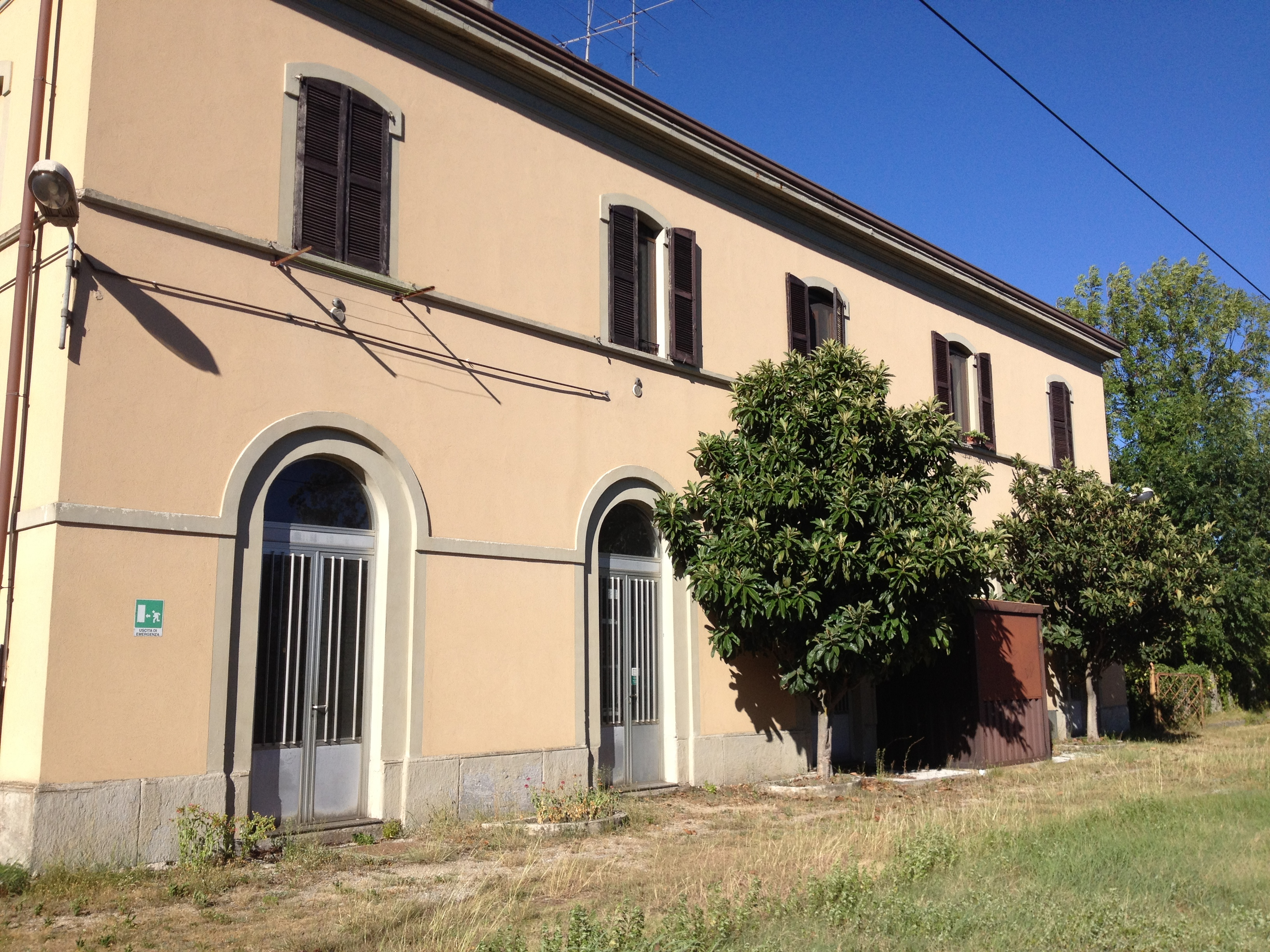
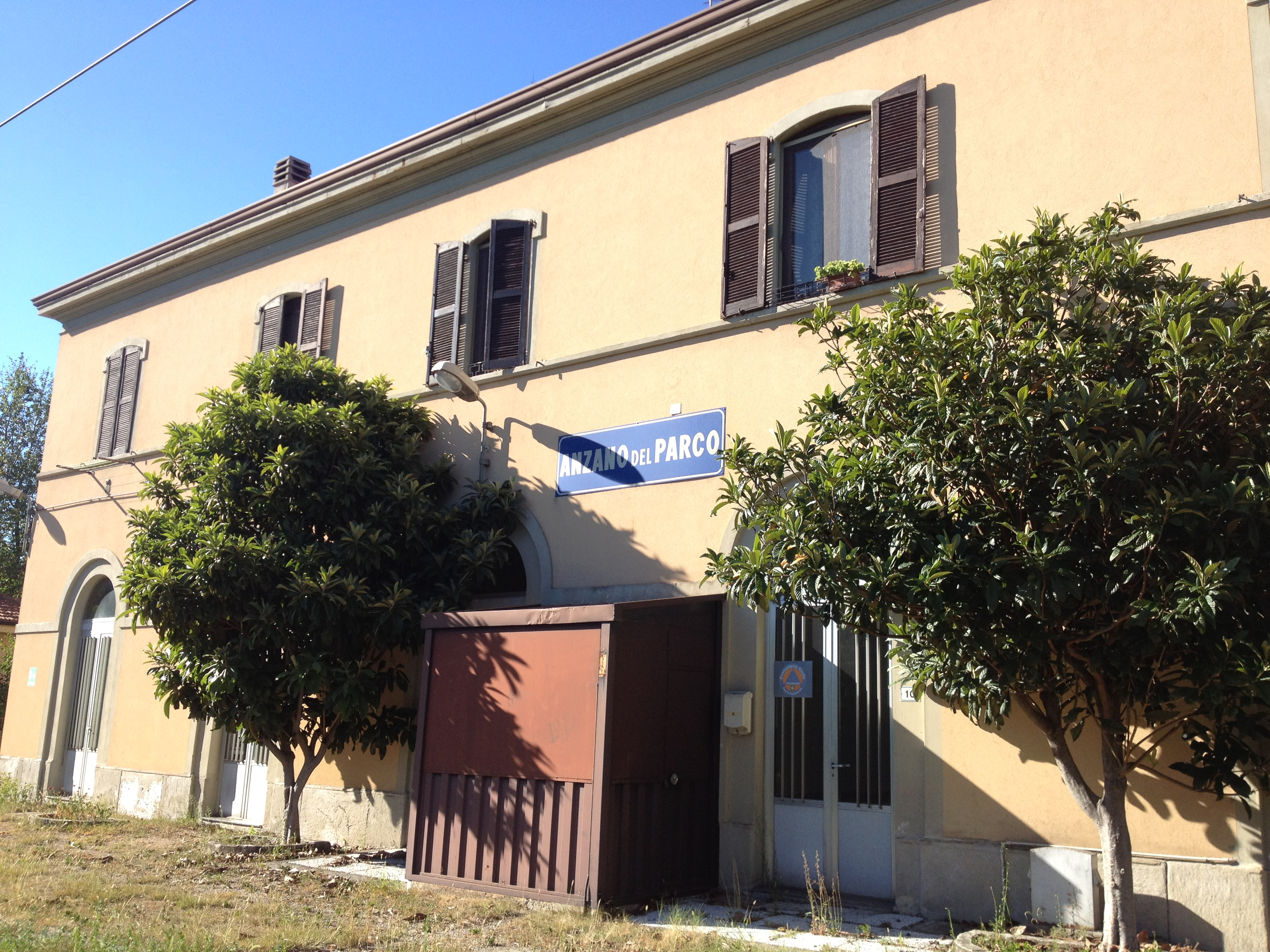
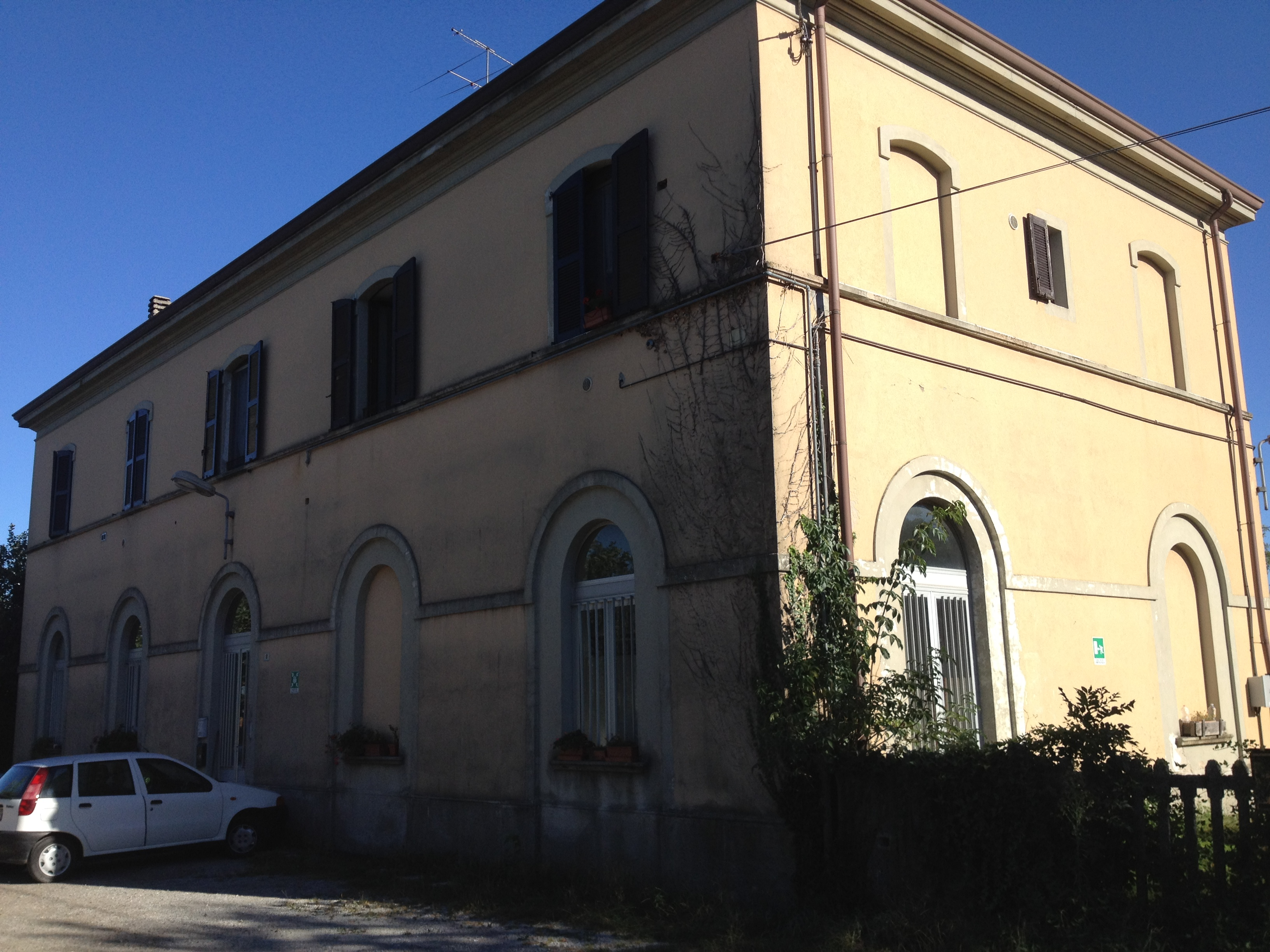